# Chiesa di Sant'Antonio da Padova (Cerignola)
La chiesa di Sant'Antonio da Padova è un luogo di culto cattolico di Cerignola, costruito nel 1882 in stile barocco-neoclassico sulle rovine di un'antica cappella dei Frati Minori Conventuali.

## Storia
Prima di essere dedicata a Sant'Antonio, la chiesa fu intitolata inizialmente alla Pietà e successivamente all'Immacolata. L'edificio fu eretto nel 1882 sulle rovine della cappella annessa al convento di Santa Maria di Loreto e Sant'Antonio. L'opera fu realizzata dai Frati Minori Conventuali che si stabilirono in città nel 1580, per poi essere allontanati nel 1809 a causa delle leggi eversive atte alla soppressione degli ordini monastici.
Nel 1831 fu affidata alla Congregazione di Santa Maria della Pietà e fu arricchita di nuovi altari e furono inoltre vivificati i culti presenti nell'edificio.
Nel 1945, la chiesa è stata elevata a parrocchia da Monsignor Pafundi, allora vescovo della Diocesi di Cerignola-Ascoli Satriano.

## Architettura
Nel corso del '900, la chiesa ha subìto numerosi interventi ornamentali, il più delle volte commissionati dalla confraternita. Gli ultimi lavori, effettuati nel biennio 1994-1995, hanno restituito alla chiesa il suo aspetto originale, grazie all'eliminazione dell'altare maggiore e della relativa pala. La chiesa presenta un'unica navata dal soffitto a cassettoni con decorazioni in stucco. All'esterno è completata da un campanile.

## Culti
Tra le attività di culto ascrivibili alla parrocchia, degne di nota sono: la festività di Sant'Antonio da Padova (13 giugno) che vede una "tredicina" e la processione con la statua del Settecento, il culto dell'Immacolata (risalente al '700) e la processione della Pietà, che si svolge nella prima mattinata del Sabato Santo e vede affiancate la statua della Vergine, di San Giovanni apostolo, di Santa Maria di Cleofa e di Santa Maria Maddalena.

## Galleria d'immagini

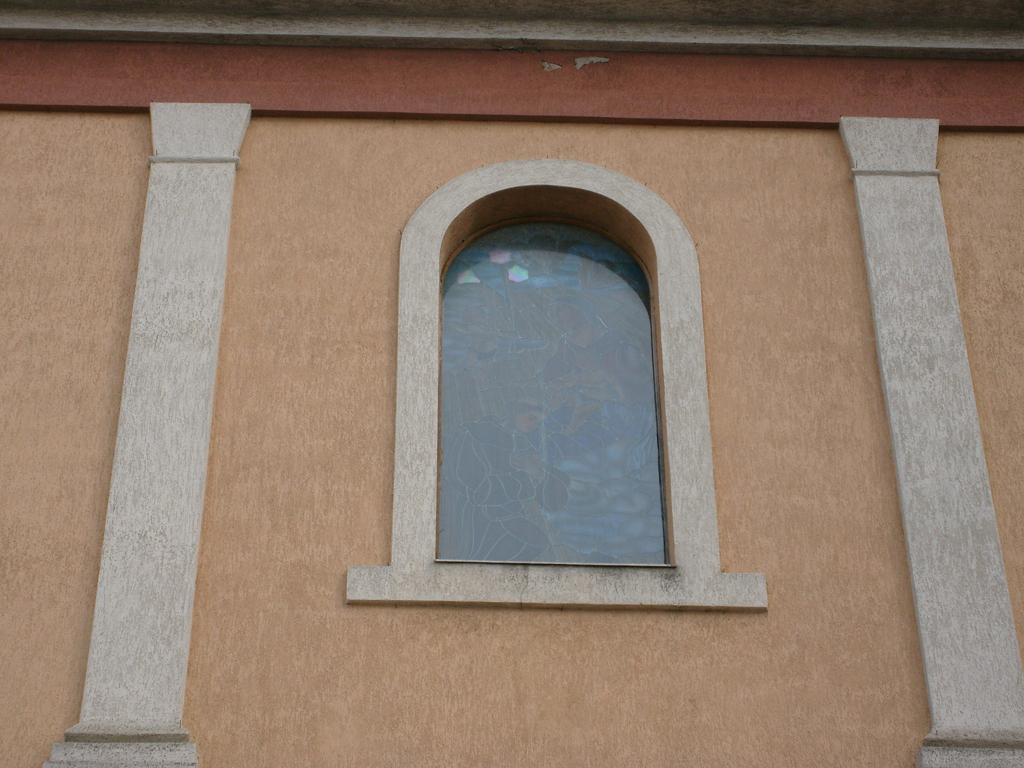
Finestra policroma posta sulla facciata.
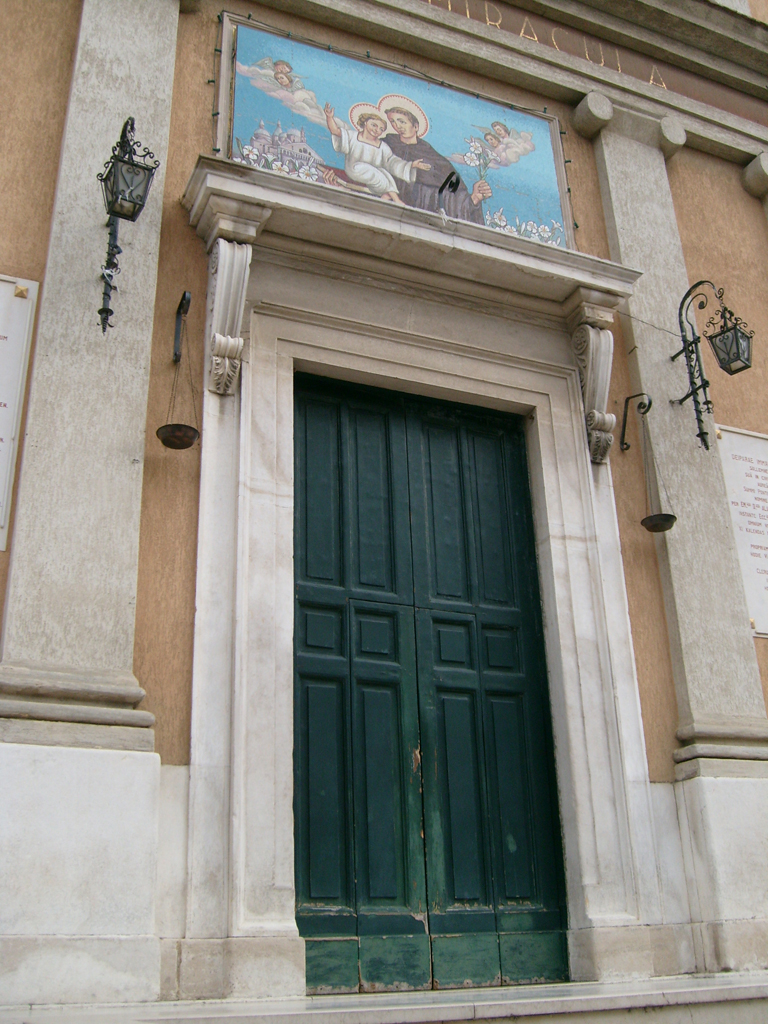
Portale principale.
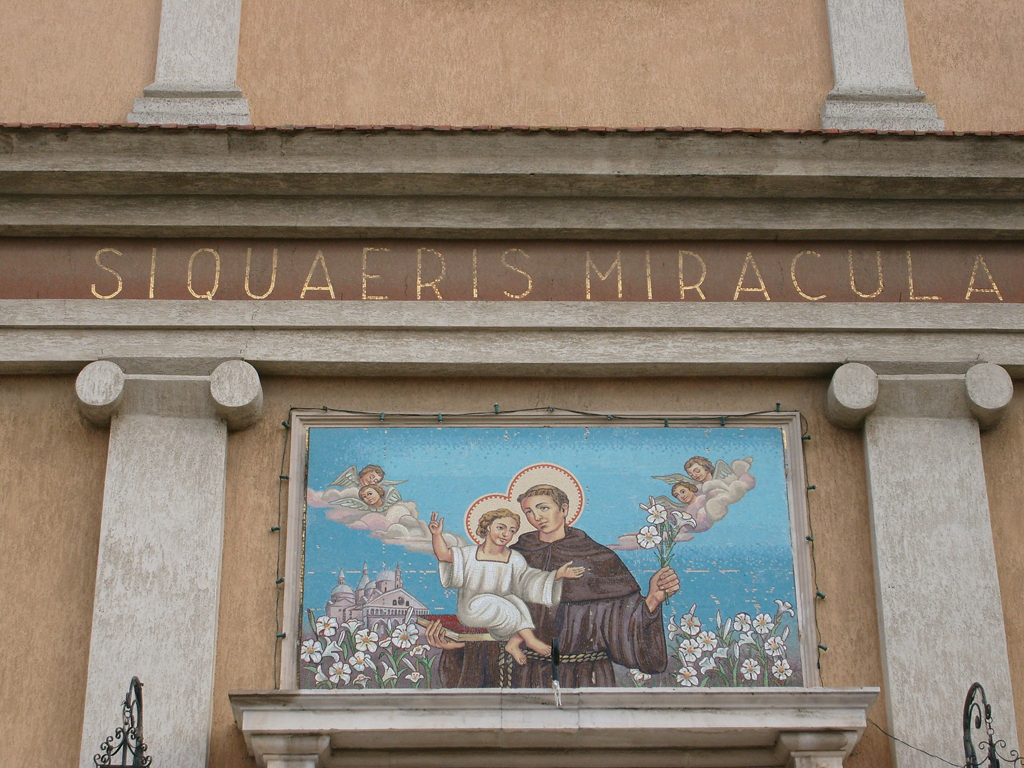
Particolare del portale principale.
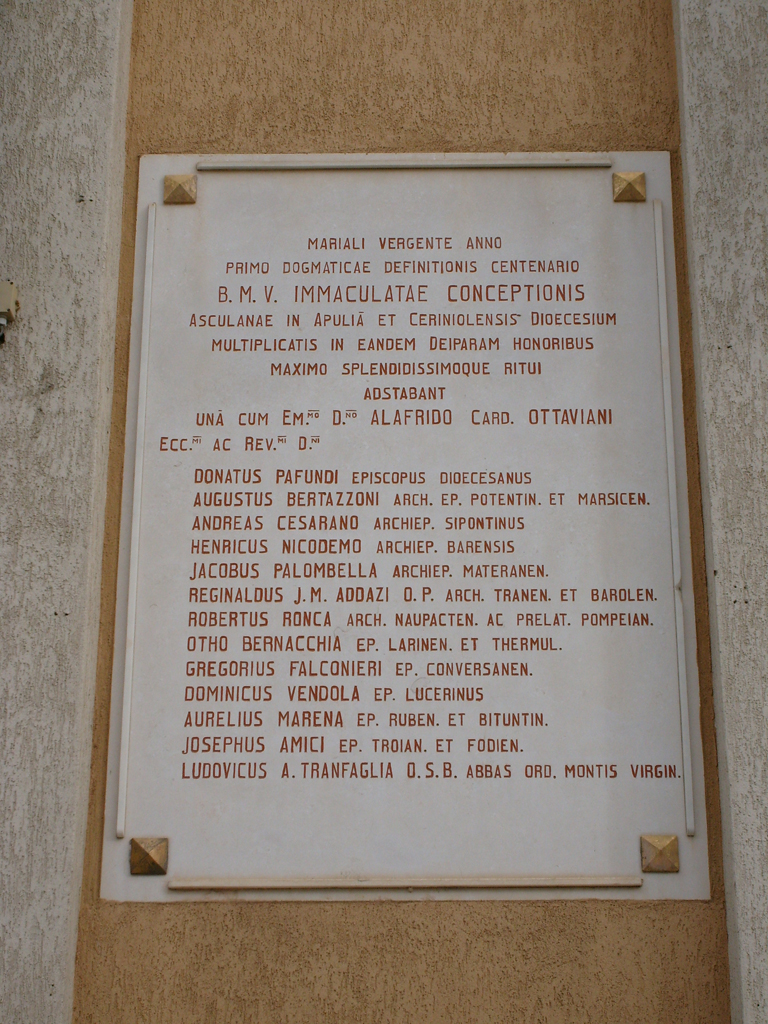
Lapide commemorativa posta a sinistra del portale.
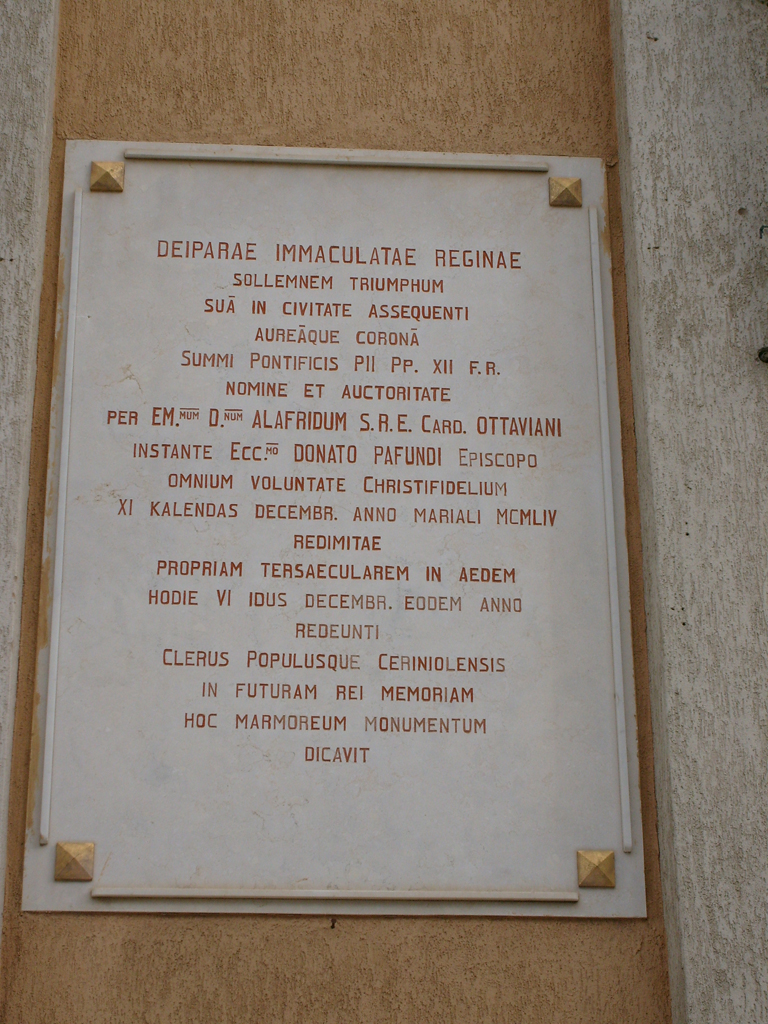
Lapide commemorativa posta a destra del portale.
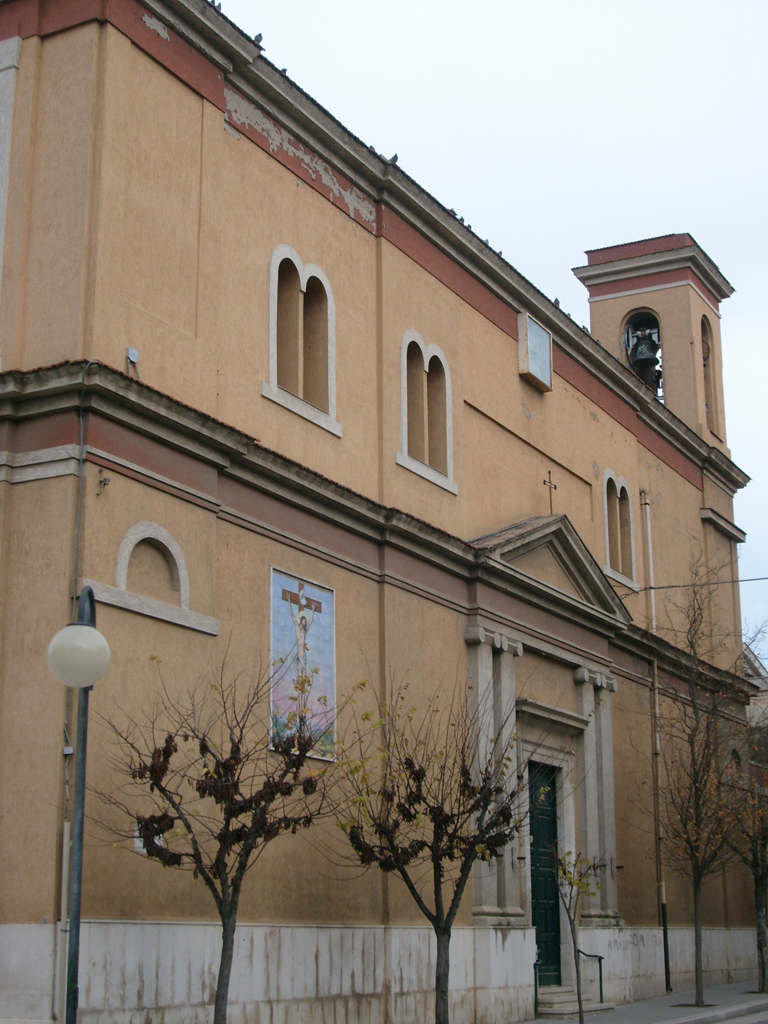
Prospetto destro della chiesa.
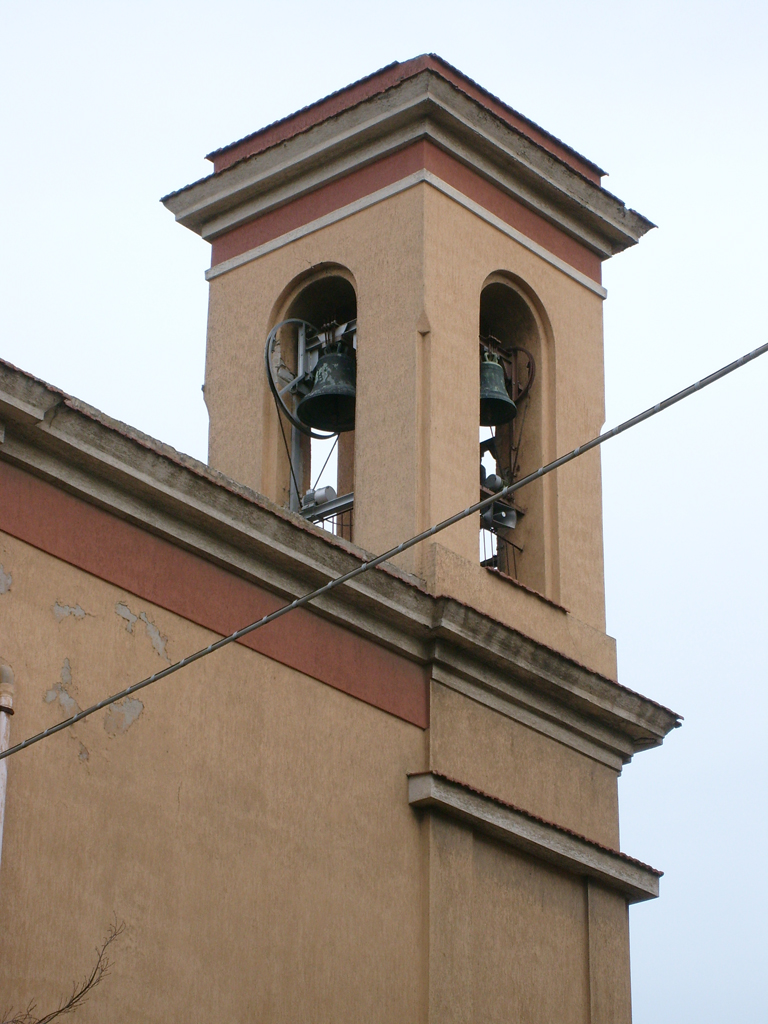
Particolare del campanile.
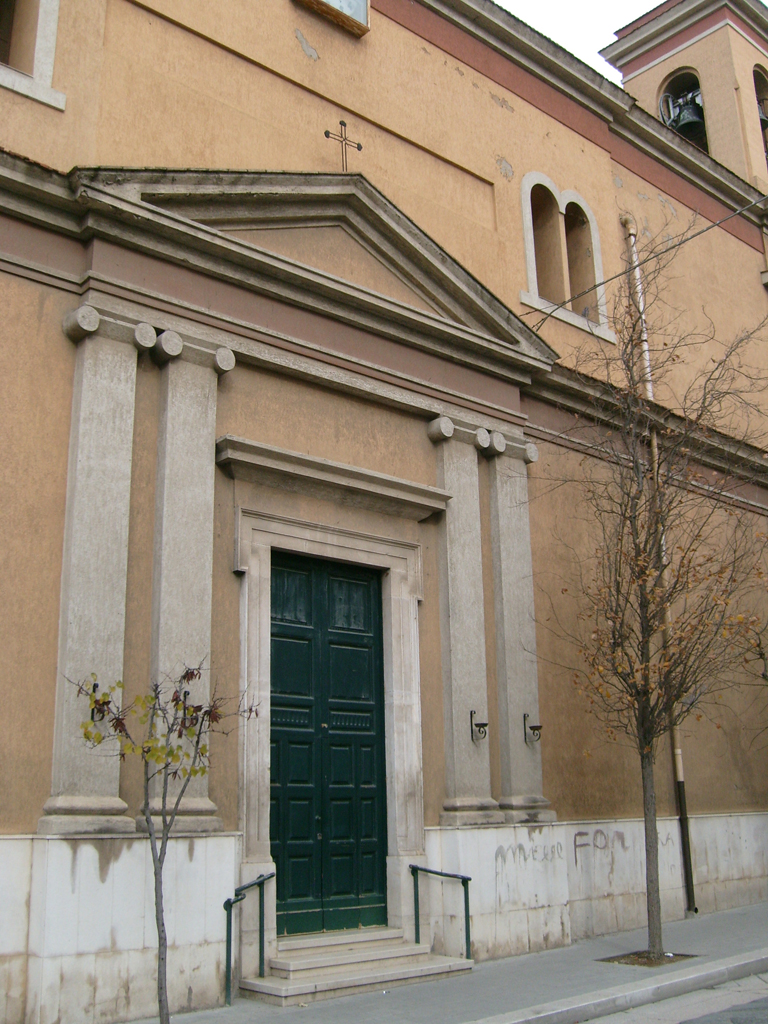
Portale laterale.
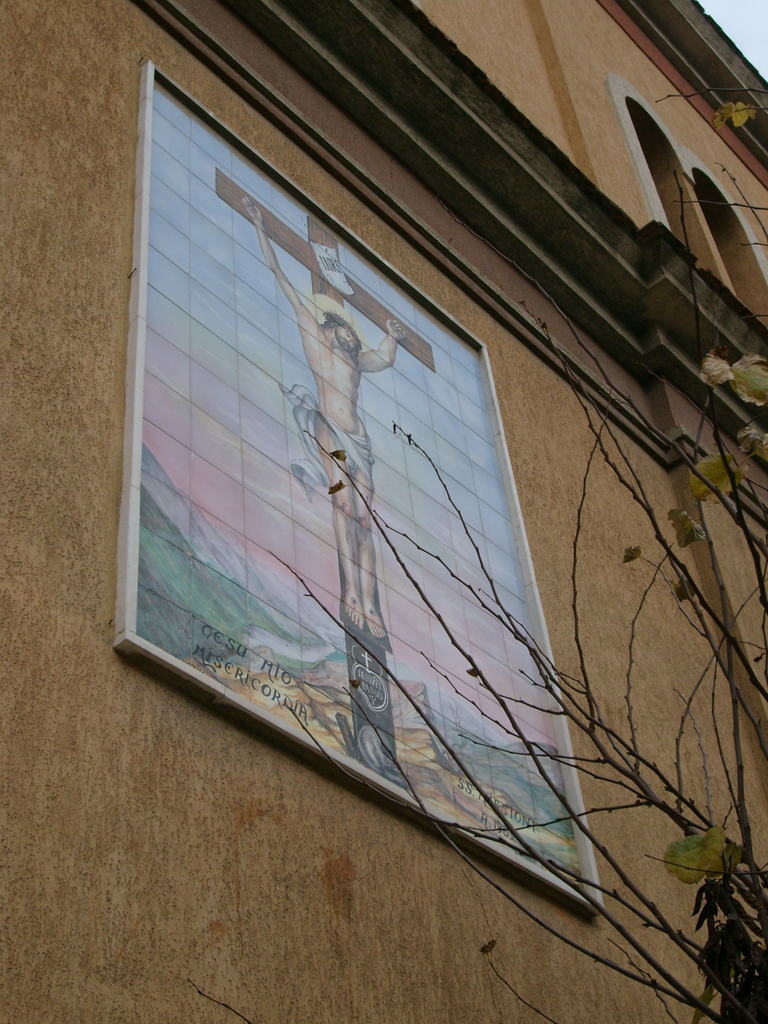
Mosaico posto sul prospetto laterale.